# 约安娜·诺维茨卡
约安娜·诺维茨卡（波蘭語：Joanna Nowicka，1966年7月25日—），波兰女子射箭运动员。她曾代表波兰参加1988年、1992年、1996年和2000年夏季奥林匹克运动会射箭比赛，其中1996年奥运会获得一枚铜牌。